# Dropout
Dropout és una pel·lícula dramàtica italiana estrenada en 1970, dirigida per Tinto Brass i protagonitzada per Vanessa Redgrave i Franco Nero. Tots dos actors van treballar amb Brass un any després en el drama La vacanza. Dropout es va estrenar a França el 18 de desembre de 1970, seguit d'una estrena en cinemes a Itàlia el 22 de febrer de 1971.

## Sinopsi
Mary (Redgrave) és la desil·lusionada esposa d'un banquer anglès que coneix a un immigrant italià amb problemes, Bruno (Nero). Mary queda captivada per Bruno i parteixen en un viatge junts. En el transcurs del seu viatge, es troben amb una sèrie de desertors de la societat; aturats, drogoaddictes, drag queens, alcohòlics i anarquistes. Tots dos aprenen molt sobre la vida d'aquests inadaptats.

## Repartiment
- Vanessa Redgrave és Mary.
- Franco Nero és Bruno.
- Gigi Proietti és Cieco
- Frank Windsor
- Carlo Quartucci
- Gabriella Ceramelli
- Patsy Smart Darcus
- Giuseppe Scavuzzo
- Mariella Zanetti
- Zoe Incrocci
- Sam Dorras

## Producció
Carlo Ponti inicialment havia acceptat produir la pel·lícula, però quan es va retirar, Brass, Nero i Redgrave van decidir cobrir ells mateixos els costos de producció. Posteriorment, el rodatge va començar l'1 de juny de 1970.